# Tashkent Open
Il Tashkent Open by Zeromax è un torneo di tennis femminile che si gioca a Tashkent, capitale dell'Uzbekistan. 
Ha fatto parte della categoria International nell'ambito del WTA Tour fino al 2019 ed è giocato sul cemento. Dal 2020 è entrato a far parte della categoria 125s, ma l'edizione non è stata disputata a causa della pandemia di COVID-19.
Dal 1997 al 2002 si è giocato anche un torneo maschile facente parte della categoria ATP International Series.

## Albo d'oro

### Uomini

#### Singolare
| Anno | Campione            | Finalista           | Punteggio   |
| ---- | ------------------- | ------------------- | ----------- |
| 1997 | Tim Henman (1)      | Marc Rosset         | 7–6(2), 6–4 |
| 1998 | Tim Henman (2)      | Evgenij Kafel'nikov | 7–5, 6–4    |
| 1999 | Nicolas Kiefer      | George Bastl        | 6–4, 6–2    |
| 2000 | Marat Safin (1)     | Davide Sanguinetti  | 6–3, 6–4    |
| 2001 | Marat Safin (2)     | Evgenij Kafel'nikov | 6–2, 6–2    |
| 2002 | Evgenij Kafel'nikov | Vladimir Volčkov    | 7–6(6), 7–5 |

#### Doppio
| Anno | Campioni                              | Finalisti                      | Punteggio         |
| ---- | ------------------------------------- | ------------------------------ | ----------------- |
| 1997 | Vincenzo Santopadre Vince Spadea      | Hicham Arazi Eyal Ran          | 6–4, 6–7, 6–0     |
| 1998 | Stefano Pescosolido Laurence Tieleman | Kenneth Carlsen Sjeng Schalken | 7–5, 4–6, 7–5     |
| 1999 | Oleg Ogorodov Marc Rosset             | Mark Keil Lorenzo Manta        | 7–6(4), 7–6(1)    |
| 2000 | Justin Gimelstob Scott Humphries      | Robbie Koenig Marius Barnard   | 6–3, 6–2          |
| 2001 | Julien Boutter Dominik Hrbatý         | Marius Barnard Jim Thomas      | 6–4, 3–6, [13–11] |
| 2002 | David Adams Robbie Koenig             | Raemon Sluiter Martin Verkerk  | 6–2, 7–5          |

### Donne

#### Singolare
| Anno | Campionessa                           | Finalista                             | Punteggio                             |
| ---- | ------------------------------------- | ------------------------------------- | ------------------------------------- |
| 1999 | Anna Smashnova                        | Laurence Courtois                     | 6–3, 6–3                              |
| 2000 | Iroda Tulyaganova                     | Francesca Schiavone                   | 6–3, 2–6, 6–3                         |
| 2001 | Bianka Lamade                         | Seda Noorlander                       | 6–3, 2–6, 6–2                         |
| 2002 | Marie-Gaïané Mikaelian                | Tat'jana Puček                        | 6–4, 6–4                              |
| 2003 | Virginia Ruano                        | Saori Obata                           | 6–2, 7–6(2)                           |
| 2004 | Nicole Vaidišová                      | Virginie Razzano                      | 5–7, 6–3, 6–2                         |
| 2005 | Michaëlla Krajicek                    | Akgul Amanmuradova                    | 6–0, 4–6, 6–3                         |
| 2006 | Sun Tiantian                          | Iroda Tulyaganova                     | 6–2, 6–4                              |
| 2007 | Pauline Parmentier                    | Viktoryja Azaranka                    | 7–5, 6–2                              |
| 2008 | Sorana Cîrstea                        | Sabine Lisicki                        | 2–6, 6–4, 7–6(4)                      |
| 2009 | Shahar Peer                           | Akgul Amanmuradova                    | 6–3, 6–4                              |
| 2010 | Alla Kudrjavceva                      | Elena Vesnina                         | 6–4, 6–4                              |
| 2011 | Ksenija Pervak                        | Eva Birnerová                         | 6–3, 6–1                              |
| 2012 | Irina-Camelia Begu                    | Donna Vekić                           | 6–4, 6–4                              |
| 2013 | Bojana Jovanovski                     | Ol'ga Govorcova                       | 4–6, 7–5, 7–6(3)                      |
| 2014 | Karin Knapp                           | Bojana Jovanovski                     | 6–2, 7–6(4)                           |
| 2015 | Nao Hibino                            | Donna Vekić                           | 6–2, 6–2                              |
| 2016 | Kristýna Plíšková                     | Nao Hibino                            | 6–3, 2–6, 6–3                         |
| 2017 | Kateryna Bondarenko                   | Tímea Babos                           | 6–4, 6–4                              |
| 2018 | Margarita Gasparyan                   | Anastasia Potapova                    | 6–2, 6–1                              |
| 2019 | Alison Van Uytvanck                   | Sorana Cîrstea                        | 6–2, 4–6, 6–4                         |
| 2020 | Annullato per pandemia di Coronavirus | Annullato per pandemia di Coronavirus | Annullato per pandemia di Coronavirus |

#### Doppio
| Anno | Campionesse                                   | Finaliste                               | Punteggio                             |
| ---- | --------------------------------------------- | --------------------------------------- | ------------------------------------- |
| 1999 | Evgenija Kulikovskaja Patricia Wartusch (1)   | Eva Bes Gisela Riera                    | 7–6, 6–0                              |
| 2000 | Li Na Li Ting                                 | Iroda Tulyaganova Anna Zaporožanova     | 3–6, 6–2, 6–4                         |
| 2001 | Petra Mandula Patricia Wartusch (2)           | Tetjana Perebyjnis Tat'jana Puček       | 6–1, 6–4                              |
| 2002 | Tetjana Perebyjnis Tat'jana Puček (1)         | Mia Buric Galina Fokina                 | 7–5, 6–2                              |
| 2003 | Julija Bejhel'zymer Tat'jana Puček (2)        | Li Ting Sun Tiantian                    | 6–3, 7–6(7)                           |
| 2004 | Adriana Serra Zanetti Antonella Serra Zanetti | Marion Bartoli Mara Santangelo          | 1–6, 6–3, 6–4                         |
| 2005 | M. Elena Camerin Émilie Loit                  | A. Rodionova Galina Voskoboeva          | 6–3, 6–0                              |
| 2006 | Viktoryja Azaranka Tat'jana Puček (3)         | M. Elena Camerin E. Gagliardi           | Abbandono                             |
| 2007 | E. Dzehalevich N. Jakimava                    | Tat'jana Puček A. Rodionova             | 2–6, 6–4, [10–7]                      |
| 2008 | Ioana Raluca Olaru (1) Ol'ga Savčuk           | Nina Bratčikova Kathrin Wörle           | 5–7, 7–5, [10–7]                      |
| 2009 | Ol'ga Govorcova Tat'jana Puček (4)            | Vitalija D'jačenko Kacjaryna Dzehalevič | 6–2, 6(1)–7, [10–8]                   |
| 2010 | Aleksandra Panova (1) Tat'jana Puček (5)      | Alexandra Dulgheru Magdaléna Rybáriková | 6–3, 6–4                              |
| 2011 | Eléni Daniilídou Vitalija D'jačenko           | Ljudmyla Kičenok Nadežda Kičenok        | 6–4, 6–3                              |
| 2012 | Paula Kania Polina Pekhova                    | Anna Čakvetadze Vesna Dolonc            | 6–2, rit.                             |
| 2013 | Tímea Babos (1) Jaroslava Švedova             | Ol'ga Govorcova Mandy Minella           | 6–3, 6–3                              |
| 2014 | Aleksandra Krunić Kateřina Siniaková          | Margarita Gasparjan Aleksandra Panova   | 6–2, 6–1                              |
| 2015 | Margarita Gasparjan Aleksandra Panova (2)     | Vera Duševina Kateřina Siniaková        | 6–1, 3–6, [10–3]                      |
| 2016 | Raluca Olaru (2) İpek Soylu                   | Demi Schuurs Renata Voráčová            | 7–5, 6–3                              |
| 2017 | Tímea Babos (2) Andrea Hlaváčková             | Nao Hibino Oksana Kalašnikova           | 7–5, 6–4                              |
| 2018 | Olga Danilović Tamara Zidanšek                | Irina-Camelia Begu Raluca Olaru         | 7–5, 6–3                              |
| 2019 | Hayley Carter Luisa Stefani                   | Dalila Jakupović Sabrina Santamaria     | 6–3, 7–6(4)                           |
| 2020 | Annullato per pandemia di Coronavirus         | Annullato per pandemia di Coronavirus   | Annullato per pandemia di Coronavirus |